# Jacques Réattu
Jacques Réattu (n. 3 august 1760, Arles, Provence-Alpes-Côte d'Azur, Franța – d. 7 aprilie 1833, Arles, Provence-Alpes-Côte d'Azur, Franța) a fost un pictor francez și laureat al Marelui Premiu al Romei. A fost fiul nelegitim al pictorului Guillaume de Barrême de Châteaufort⁠(d) și al lui Catherine Raspal, sora pictorului Arles Antoine Raspal⁠(d) – Antoine i-a dat primele lecții de pictură.
La Paris, în 1773 a fost elevul lui Jean-Antoine Julien, apoi a intrat la Academie în 1781, avându-l ca patron pe Michel Francois Dandre-Bardon, a fost elevul lui Jean-Baptiste Regnault. În 1790 a câștigat Prix de Rome, datorită unei lucrări, expuse în prezent la École nationale supérieure des beaux-arts din Paris, Daniel faisant arrêter les vieillards accusateurs de la chaste Suzanne. În urma revoltelor antifranceze ale populației romane, a fugit la Napoli, de unde s-a putut întoarce în Franța. Réattu a lăsat moștenire orașului său natal multe lucrări, inclusiv o lucrare neterminată Moartea lui Alcibiade, care este o dovadă a metodei sale de lucru. Orașul Arles a numit în onoarea sa Musée Réattu înființat pe locul reședinței sale.